# Athena Projekt
Az Athena Projekt (Project Athena) az MIT, a Digital Equipment Corporation és az IBM közös projektje, melynek célja egy oktatási célú, elosztott számítási környezetet kialakítása volt.
A kutatás és fejlesztés 1983-ban indult, 1991. június 30-ig tartott, azaz nyolc évig futott. Az Athena jelenleg is használatban van az MIT-n.
Az Athena Projekt fontos volt az asztali és elosztott számítás kezdetén. Ez hozta létre az X Window Systemet, a Kerberos protokollt és a Zephyr Notification Service-t. Befolyásolta a vékony kliensek, az LDAP, Active Directory, és azonnali üzenetküldés kialakulását.

## Történet
A projekt kezdeti céljai a következők voltak:

- Számítógép-alapú oktatási eszközök fejlesztése, amelyek különböző környezetekben használhatóak
- Megalapozni a tudást jövőbeni számítógépes oktatási döntésekkel kapcsolatban
- Létrehozni egy számítógépes környezetet, amely többféle hardverkörnyezetet támogat
- Biztatni az ötletek, kódok, adatok és tapasztalatok megosztására az MIT-n belül

Ezen célok eléréséhez a Technikai Bizottság egy elosztott rendszer megépítése mellett döntött.
A hallgatóknak (egy ideig) hozzáférésük volt nagy teljesítményű grafikus munkaállomások eléréséhez, amelyek képesek voltak 1 millió
műveletre másodpercenként, és 1 megabájt RAM-mal és 1 megapixeles kijelzővel rendelkeztek.
A munkaállomásra bejelentkezés után azonnali hozzáférésük volt egy központi szolgáltatás által fájlokhoz és programokhoz.
A felhasználói interfész konzisztens volt annak ellenére, hogy különböző gyártóktól származtak a munkaállomások.
Egy kis csapatnak kellett karbantartania munkaállomások százait, amely az „állapot nélküli” avagy „vékony kliens” munkaállomások felépítéséhez vezetett.
A projekt sokféle manapság használatos technológiát hozott létre, pl. az X Window Systemet és a Kerberos protokollt.
További Athena Projekttel kapcsolatos technológiák közé tartozott a Xaw widget eszköz, Zephyr Notification Service
(ami egy korai azonnali üzenetküldő szolgáltatás volt) és a Hesiod név- és könyvtárszolgáltatás.
Az X Window System a Athena Projekt és az MIT Laboratory for Computer Science laboratóriumának közös projektje volt, és az Athena használta.
Amikor az Athena Projekt befejeződött 1991 júniusában, a számítási környezet át lett nevezve Athena rendszerré, és az adminisztráció feladata áthárult az MIT Information Systems szervezetére (az MIT IT részlege).
Athenát továbbra is használja több MIT közösség a campuson található számítógép klasztereken. Elérhető továbbra személyi számítógépes és laptop kivitelben is.

## Hozzájárulása az elosztott rendszerek kialakulásához
Az Athena nem egy kutatási projekt volt, és az új számítási modellek fejlesztése sem volt elsődleges célja a projektnek. Valójában éppen ennek az ellenkezője volt igaz. Az MIT szeretett volna egy jó minőségű számítási környezetet oktatási célokra.
A tapasztalatok azt mutatják, hogy a fontos problémák felé irányuló fejlesztések sikeresebbek, mint a probléma megoldási technológiákat promotáló fejlesztések. Az Athena remek példája olyan fejlesztéseknek, amik az azonnali és fontos szükségleteknek feleltek meg. A „valós” problémák megoldásának szükséglete a jó úton tartotta a projektet ahhoz, hogy a fontos feladatokra koncentráljon és azokat megoldja és hogy elkerülje az akadémikus kontextusban érdekes, de relatíve nem fontos problémák felé kalandozást. Ennek következtében az Athena projekt nagyon komoly kontribúciókkal szolgálhatott az elosztott számítási technológiák felé,
de valójában egy oktatási probléma megoldásának mellékhatásaként.
Az Athena által megtervezett rendszer architektúra a jelenlegi terminológiával a következőket foglalja magába:
- Az elosztott számítások kliens-szerver modellje, három rétegű architektúrával
- Vékony kliens (állapot nélküli) asztal
- Egész rendszert átfogó biztonsági rendszer (Kerberos protokoll, titkosított autentikáció és azonosítás)
- Névszolgáltatás (Hesiod)
- X Window System, egy széles körben használt ablakkezelő rendszer a Unix közösségben
- X tool kit, emberi interfészek egyszerű készítéséhez
- azonnali üzenetküldő (Zephyr protokoll, valós idejű notifikációs szolgáltatás)
- Egész rendszert átfogó könyvtárrendszer
- Integrált, egész rendszert átfogó karbantartási rendszer (Moira Service Management System)
- On-Line Segítség rendszer (OLH)
- Publikus üzenőfal rendszer (Discuss)

Az „on-line consultant”-ban szereplő koncepciók nagy része megtalálható manapság a népszerű help desk szoftvercsomagokban.
A rendszer architektúrája az MIT-n túl is hasznos lett. A Distributed Computing Environment (DCE) Open Software Foundation szoftverarchitektúrája az Athena projekt által bevezetett koncepciókon alapul. Ennek következménye, hogy a Microsoft Windows NT hálózati operációs rendszere használja a Kerberost és sok más alapvető architekturális tervezési mintát, amit először az Athena implementált.